# Championnats de Suède de VTT
Les championnats de Suède de vélo tout terrain sont des compétitions annuelles permettant de délivrer les titres de champions de Suède de VTT.

## Palmarès masculin

### Cross-country
| Année | Or                 | Argent              | Bronze               |
| ----- | ------------------ | ------------------- | -------------------- |
| 1993  | Bernt Johansson    |                     |                      |
| 1994  | Roger Persson      |                     |                      |
| 1995  | Roger Persson      |                     |                      |
| 1996  | Roger Persson      |                     |                      |
| 1997  | Dan Kullgren       |                     |                      |
| 1998  | Dan Kullgren       |                     |                      |
| 1999  | Philip Tavell      |                     |                      |
| 2000  | Henrik Sparr       |                     |                      |
| 2001  | Dan Kullgren       |                     |                      |
| 2002  | Magnus Palmberg    |                     |                      |
| 2003  | Calle Friberg      | Magnus Palmberg     | Fredrik Kessiakoff   |
| 2004  | Fredrik Kessiakoff | Magnus Palmberg     | Fredrik Ericsson     |
| 2005  | Fredrik Modin      | Philip Tavell       | Magnus Palmberg      |
| 2006  | Fredrik Kessiakoff |                     |                      |
| 2007  | Fredrik Kessiakoff | Magnus Darvell      | Emil Lindgren        |
| 2008  | Fredrik Kessiakoff | Emil Lindgren       | Alexander Wetterhall |
| 2009  | Magnus Palmberg    | Emil Lindgren       | Magnus Darvell       |
| 2010  | Magnus Darvell     | Matthias Wengelin   | Mattias Nilsson      |
| 2011  | Emil Lindgren      | Magnus Darvell      | Mattias Nilsson      |
| 2012  | Emil Lindgren      | Magnus Darvell      | Matthias Wengelin    |
| 2013  | Matthias Wengelin  | Calle Friberg       | Mattias Nilsson      |
| 2014  | Emil Lindgren      | Calle Friberg       | Matthias Wengelin    |
| 2015  | Calle Friberg      | Emil Lindgren       | Matthias Wengelin    |
| 2016  | Matthias Wengelin  | Gustav Erik Larsson | Michael Olsson       |
| 2017  | Emil Lindgren      | Gustav Erik Larsson | Michael Olsson       |
| 2018  | Emil Lindgren      | Gustav Erik Larsson | Michael Olsson       |
| 2019  | Matthias Wengelin  | Michael Olsson      | Emil Lindgren        |
| 2020  | Emil Lindgren      | Matthias Wengelin   | Michael Olsson       |
| 2021  | Matthias Wengelin  | Axel Lindh          | Michael Olsson       |
| 2022  | Viggo Karlsson     | Andre Eriksson      | Viktor Lindqvist     |
| 2023  | Andre Eriksson     | Jakob Söderqvist    | Oscar Lind           |
| 2024  | Oscar Lind         | Leo Lounela         | Viktor Lindqvist     |

### Marathon
| Année | Or                | Argent             | Bronze             |
| ----- | ----------------- | ------------------ | ------------------ |
| 2004  | Philip Tavell     |                    |                    |
| 2005  | Philip Tavell     |                    |                    |
| 2006  | Jens Westergren   |                    |                    |
| 2007  | Magnus Darvell    |                    |                    |
| 2008  | Lars Bleckur      | Jens Westergren    | Max Öste McDonald  |
| 2009  | Matthias Wengelin | Calle Friberg      | Jesper Dahlström   |
| 2011  | Lars Bleckur      | Mikael Salomonsson | Stefan Carlsson    |
| 2015  | Matthias Wengelin | Calle Friberg      | Mikael Salomonsson |
| 2016  | Emil Lindgren     | Michael Olsson     | Matthias Wengelin  |
| 2023  | Matthias Wengelin | Richard Larsén     | Axel Lindh         |
| 2024  | Matthias Wengelin | Andre Eriksson     | Axel Lindh         |

### Descente
| Année | Or                | Argent         | Bronze          |
| ----- | ----------------- | -------------- | --------------- |
| 1993  | Tommy Johansson   |                |                 |
| 1994  | Jonas Kensén      |                |                 |
| 1995  | Tommy Johansson   |                |                 |
| 1996  | Tony Helmersson   |                |                 |
| 1997  | Johan Engström    |                |                 |
| 1998  | Kristian Eriksson |                |                 |
| 1999  | Tobias Westman    |                |                 |
| 2000  | Kristian Eriksson |                |                 |
| 2001  | Johan Possman     |                |                 |
| 2002  | Johan Possman     |                |                 |
| 2003  | Tommy Johansson   |                |                 |
| 2004  | Frans Sjöblom     |                |                 |
| 2005  | Herman Ölund      |                |                 |
| 2006  | Herman Ölund      |                |                 |
| 2007  | Robin Wallner     |                |                 |
| 2008  | Robin Wallner     |                |                 |
| 2012  | Niklas Wallner    |                |                 |
| 2013  | Robin Wallner     |                |                 |
| 2015  | Robin Wallner     | Marcus Hansson | Johan Geschwind |

### Four cross
| Année | Or              | Argent          | Bronze           |
| ----- | --------------- | --------------- | ---------------- |
| 2006  | Jonas Westman   |                 |                  |
| 2007  | Tommy Johansson |                 |                  |
| 2008  | Frans Sjöblom   | Tommy Johansson | Adrian Hörnqvist |

## Palmarès féminin

### Cross-country
| Année | Or               | Argent               | Bronze                   |
| ----- | ---------------- | -------------------- | ------------------------ |
| 1993  | Annika Johansson |                      |                          |
| 1994  | Lina Bergström   |                      |                          |
| 1995  | Annica Jonsson   |                      |                          |
| 1996  | Annica Jonsson   |                      |                          |
| 1997  | Annica Jonsson   | Madeleine Lindberg   | Emelie Öhrstig           |
| 1998  | Annica Jonsson   | Madeleine Lindberg   | Petra Åberg              |
| 1999  | Annica Jonsson   | Emelie Öhrstig       | Anna Enocsson            |
| 2000  | Annica Jonsson   | Madeleine Lindberg   | Anna Enocsson            |
| 2001  | Anna Enocsson    | Maria Östergren      | Emelie Öhrstig           |
| 2002  | Anna Enocsson    | Åsa-Maria Erlandsson | Emma Johansson           |
| 2003  | Maria Östergren  | Anna Enocsson        | Åsa-Maria Erlandsson     |
| 2004  | Anna Enocsson    | Maria Östergren      | Erica Österlund          |
| 2005  | Maria Östergren  | Erica Österlund      | Hanna Gustafsson-Bergman |
| 2006  | Maria Östergren  | Åsa-Maria Erlandsson | Kristina Skog            |
| 2007  | Alexandra Engen  | Anna Enocsson        | Åsa-Maria Erlandsson     |
| 2008  | Alexandra Engen  | Åsa-Maria Erlandsson | Hannah Myerscough        |
| 2009  | Alexandra Engen  | Åsa-Maria Erlandsson | Emmy Thelberg            |
| 2010  | Alexandra Engen  | Ann Berglund         | Martina Thomasson        |
| 2011  | Alexandra Engen  | Kajsa Snihs          | Martina Thomasson        |
| 2012  | Alexandra Engen  | Ann Berglund         | Kajsa Snihs              |
| 2013  | Jenny Rissveds   | Kajsa Snihs          | Angelica Edvardsson      |
| 2014  | Jenny Rissveds   | Alexandra Engen      | Kajsa Snihs              |
| 2015  | Jenny Rissveds   | Alexandra Engen      | Hanna Gustafsson-Bergman |
| 2016  | Jenny Rissveds   | Alexandra Engen      | Linn Gustafsson          |
| 2017  | Jenny Rissveds   | Alexandra Engen      | Ida Jansson              |
| 2018  | Jenny Rissveds   | Linn Gustafzzon      | Alina Johansson          |
| 2019  | Jenny Rissveds   | Ida Jansson          | Linn Gustafzzon          |
| 2020  | Jenny Rissveds   | Emma Belforth        | Linn Gustafzzon          |
| 2021  | Jenny Rissveds   | Linn Gustafzzon      | Emma Belforth            |
| 2022  | Jenny Rissveds   | Linn Gustafzzon      | Emma Belforth            |
| 2023  | Linn Gustafzzon  | Tilda Hylén          | Ida Ossiansson           |
| 2024  | Jenny Rissveds   | Linn Gustafzzon      | Emma Belforth            |

### Marathon
| Année | Or                       | Argent               | Bronze               |
| ----- | ------------------------ | -------------------- | -------------------- |
| 2004  | Hanna Gustafsson-Bergman |                      |                      |
| 2005  | Anna Enocsson            | Maria Östergren      | Erica Österlund      |
| 2006  | Åsa-Maria Erlandsson     |                      |                      |
| 2007  | Sofia Bleckur            | Therese Lindqvist    | Hannah Myerscough    |
| 2008  | Hannah Myerscough        | Martina Thomasson    | Malin Rydlund        |
| 2009  | Emmy Thelberg            | Åsa-Maria Erlandsson | Martina Thomasson    |
| 2011  | Angelica Edvardsson      | Martina Thomasson    | Josefine Ahlström    |
| 2015  | Jennie Stenerhag         | Åsa-Maria Erlandsson | Sandra Salinger      |
| 2016  | Jennie Stenerhag         | Nellie Larsson       | Åsa-Maria Erlandsson |
| 2023  | Amanda Bohlin            | Terese Andersson     | Tilda Hylén          |
| 2024  | Amanda Bohlin            | Terese Andersson     | Åsa-Maria Erlandsson |